# 德里斯科尔桥
德里斯科尔桥（英語：Driscoll Bridge）是美国新泽西州花园州高速公路的跨越拉里坦河的收费大桥，位于其河口拉里坦湾的附近，连接了米德尔塞克斯县的社区，是世界上的车道数最多的桥梁。